# Helen Uhlschmid
Helen Uhlschmid, auch Helen Uhlschmid-Woditzka (* 13. Dezember 1903 in Hagrain, Tegernsee; † nach 1957) war eine deutsche Übersetzerin.

## Leben
Helen Uhlschmid lebte in Graz. Sie übersetzte Belletristik aus dem Dänischen, Norwegischen und Schwedischen ins Deutsche.

## Übersetzungen
- Georg Dahl: Puoris, Puoris!, Graz [u. a.] 1936
- Helge Ingstad: Klondike Bill, Wien [u. a.] 1956
- Helge Ingstad: Mein Leben in der Wildnis, Wien [u. a.] 1957
- Jens Peter Jacobsen: Frau Marie Grubbe, Frankfurt a. M. 1950
- Jens Peter Jacobsen: Niels Lyhne, Wien 1955
- Jens Peter Jacobsen: Novellen und Briefe, Graz [u. a.] 1948
- Gunnel Jacobsson: Die kleine Träumerin, Wien [u. a.] 1955
- Gustaf Adolf Mannberg: Vom Sonnenrad zum Autoreifen, Graz [u. a.] 1954
- Moa Martinson: Frauen und Apfelbäume, Zürich [u. a.] 1937
- Niels Meyn: Impundu, Graz [u. a.] 1953
- Niels Meyn: Mamal, Wien [u. a.] 1956
- Niels Meyn: Mons, Graz [u. a.] 1955
- Niels Meyn: Nanek, Graz [u. a.] 1953
- Niels Meyn: Rollo, Graz [u. a.] 1953
- Niels Meyn: Der Sohn der Wüste, Wien 1955
- Niels Meyn: Ursus, der Höhlenbär, Wien [u. a.] 1957
- Ingalisa Munck: Eva aus der Veilchengasse, Graz [u. a.] 1956
- Hagar Olsson: Wie schön ist dein Gesicht, Wien [u. a.] 1957
- Otto Schrayh: Ein Sender ruft um Mitternacht, Zürich 1940
- Olle Strandberg: Jambo, Wien [u. a.] 1955
- Tarjei Vesaas: Die Glocke im Hügel, Graz [u. a.] 1935
- Tarjei Vesaas: Die schwarzen Pferde, Graz [u. a.] 1936
- Tarjei Vesaas: Sigurds Acker, Graz [u. a.] 1938

| Personendaten    | Personendaten                                  |
| ---------------- | ---------------------------------------------- |
| NAME             | Uhlschmid, Helen                               |
| ALTERNATIVNAMEN  | Uhlschmid-Woditzka, Helen (vollständiger Name) |
| KURZBESCHREIBUNG | deutsche Übersetzerin                          |
| GEBURTSDATUM     | 13. Dezember 1903                              |
| GEBURTSORT       | Hagrain, Tegernsee                             |
| STERBEDATUM      | nach 1957                                      |